# Kumarevo (miasto Vranje)
Kumarevo (cyr. Кумарево) – wieś w Serbii, w okręgu pczyńskim, w mieście Vranje. W 2011 roku liczyła 243 mieszkańców.